# Hypnose (film, 1967)
Pour les articles homonymes, voir Hypnose (homonymie).
Pour plus de détails, voir Fiche technique et Distribution.
Hypnose (Hypnos - Follia di massacro) est un film italien réalisé par Paolo Bianchini et sorti en 1967.

## Fiche technique
- Titre français : Hypnose ou La Folie du massacre ou Teledrome[1]
- Titre original italien : Hypnos - Follia di massacro[2]
- Réalisation : Paolo Bianchini (sous le nom de « Paul Maxwell »)
- Scénario : Paolo Bianchini, Max Corot
- Photographie : Erico Menczer (it) (sous le nom de « Enry Marchall »)
- Montage : Otello Colangeli (sous le nom d'« Angel Coly »)
- Musique : Carlo Savina
- Sociétés de production : Cinecris
- Pays de production :  Italie
- Langue originale : italien
- Format : Couleur par Eastmancolor - 2,35:1 - Son mono - 35 mm
- Durée : 86 minutes (1 h 26)
- Genre : Science-fiction
- Dates de sortie :
  - Italie : 14 novembre 1967
  - France : 23 septembre 1970[1]

## Distribution
- Robert Woods : Henry Spengler
- Rada Rassimov : Nicole Bouvier
- Giovanni Cianfriglia (sous le nom de « Ken Wood ») : l'inspecteur Griffi
- Fernando Sancho : Professeur Kennitz

## Production
Hypnose est le troisième et dernier film réalisé par Paolo Bianchini pour le producteur Gabriele Crisanti, après Devilman le diabolique et Superargo contre les robots.
Le film a été tourné en huit semaines à Rome et dans ses environs, entre février et mars 1967.
Parmi les acteurs figurait Robert Woods. Woods a décrit le scénario comme étant improvisé, déclarant que « c'était presque toujours un travail collectif où presque toutes les personnes impliquées ont apporté leur contribution ». Woods a parlé positivement de son travail sur le film, en particulier du fait qu'il s'éloignait des westerns et qu'il « adorait la ressemblance à la bande dessinée » de Hypnose.

## Style
Dans son livre sur les films italiens inspirés par les bandes dessinées et leurs conventions, Roberto Curti décrit le film comme « souvent étiqueté comme un film d'espionnage, Hypnose est en fait beaucoup plus proche des films de super-héros de l'époque, dont il représente une version plus sombre, et très italienne aussi ». Curti a estimé que le film était « un étrange mélange de science-fiction, de thriller et d'aventure de style bande dessinée ».

## Exploitation
Hypnose a été soumis à la commission de censure italienne en octobre 1967, un mois après Superargo contre les robots, mais il est finalement sorti plus tôt que ce dernier film. Le titre italien du film est Hipnos follia di massacro et est parfois mal orthographié Hypnos dans les ouvrages de référence. Le producteur Gabriele Crisanti a qualifié la sortie du film de « bide », reconnaissant avoir « commis l'erreur de le confier à un distributeur - Vecchioni, le propriétaire de United International Films - qui a fait faillite avant la sortie du film ».
Le réalisateur Paolo Bianchini n'avait pas une haute opinion du film, déclarant qu'« il avait été invité à des conventions et des écoles de cinéma pour [Hypnose]. Mais chaque fois que je le regarde à nouveau, c'est affreux. Peut-être que les gens remarquent qu'il y a un certain artisanat dans ces films, car ils ont été littéralement faits à partir de rien »,.